# Mongolernas invasion av Japan
Mongolernas invasion av Japan (japanska: 元寇?, Genkō) avser två militära anfall åren 1274 och 1281 när mongolväldet försökte invadera Japan. Under de båda invasionerna var de mongoliska styrkorna inledningsvis framgångsrika, men attackerna avbröts på grund av tyfoner och allmänt oväder. Mongolernas anfallsstyrkor bestod till stora delar av koreaner och under den andra invasionen även av kineser efter att dessa länder erövrats av mongolväldet. Invasionsstyrkorna var mycket stora, och anfallen räknas till de större sjöinvasionerna från tiden före landstigningen i Normandie 1944. Mongolerna lyckades aldrig erövra Japan, och den tyfon som år 1281 räddade Japan är ursprunget till begreppet kamikaze.

## Bakgrund

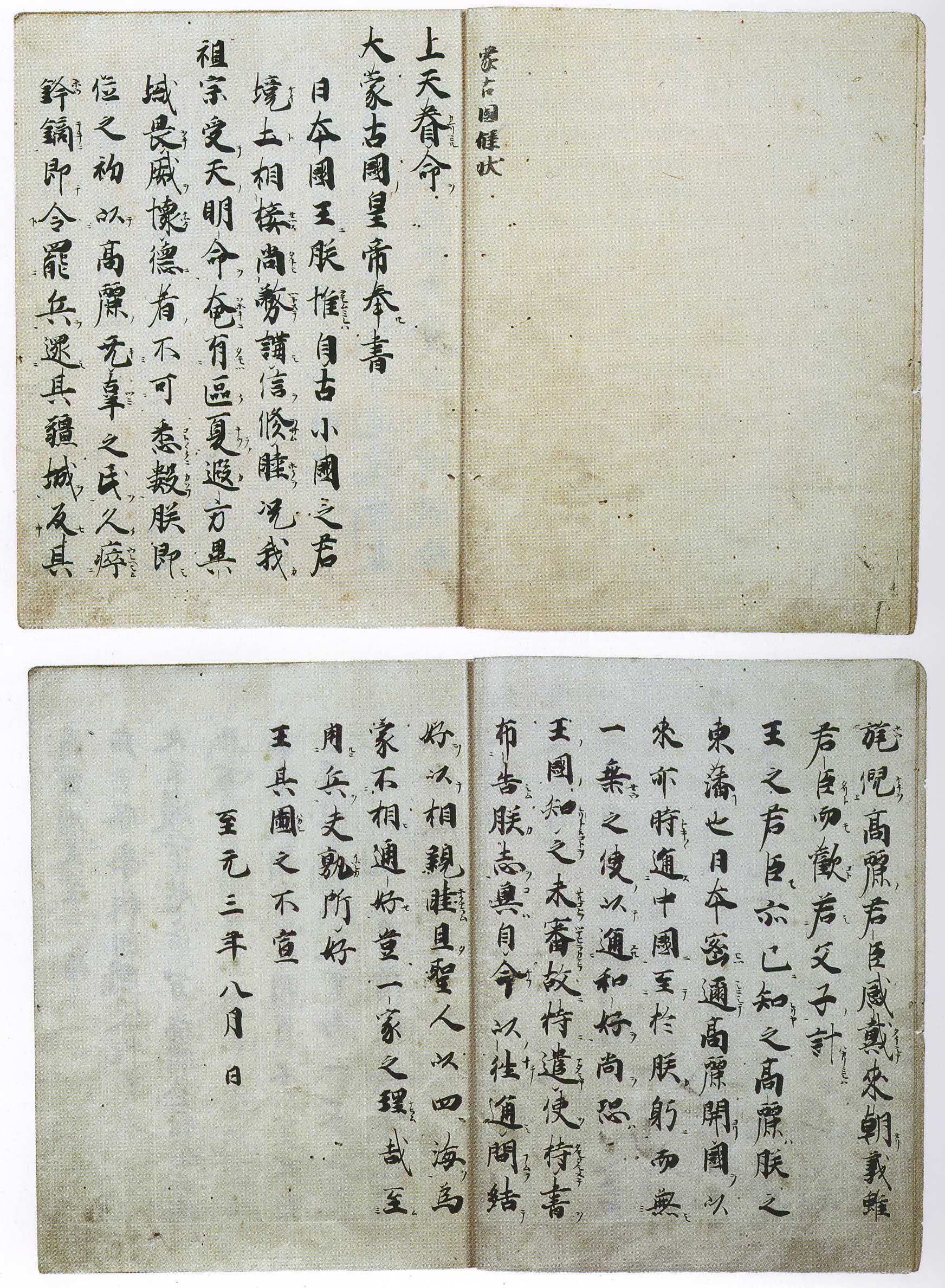
Brevet från Khubilai khan till det japanska hovet 1266.

Efter att Djingis khan i början av 1200-talet enat mongolerna följde en lång rad militära fälttåg som resulterade i en av världshistoriens största militära framgångssagor och världshistoriens största sammanhängande imperium.
Efter en serie fälttåg 1231 till 1259 hade mongolväldet erövrat Korea, som därmed blev en lydstat och kom att utgöra mongolväldet östra gräns. Den mongoliska militären var specialiserad på strider på land från hästryggen och hade begränsad erfarenhet av sjöslag. Korea fick därmed en nyckelfunktion som skeppsbyggare inför invasionerna. Från år 1260 styrdes mongolväldet av Khubilai khan, som även grundande Yuandynastin med dess huvudstad i Khanbalik (dagens Peking).
Historieverket Yuanshi antyder att Khubilai khan hörde talas om Japan för första gången år 1265. Året därpå skickade han två sändebud med ett brev till det japanska hovet. Vid tiden för invasionerna var den japanske kejsarens makt mycket begränsad. I praktiken styrdes Japan av shogunens regent Hōjō Tokimune och hans militära myndighet bakufu med säte i Kamakura. Brevet var adresserat till "Japans kung" (日本国王), vilket sågs som en förolämpning av den japanske kejsaren.
Först i början av år 1268 nådde sändebuden Hakata i Japan. Khubilai khans brev överlämnades till den lokale guvernören i Fukuoka, som skickade brevet vidare till hovet. I brevet uppmanas Japan, på ett delvis tvetydigt sätt, att skapa fredliga relationer med mongolväldet. Brevet beskriver inte i detalj vad Japan förväntas göra, men antyder genom hot att militära åtgärder kommer att vidtas om Japan inte svarar.
| ”                                                     | […] Vi hoppas att vi framöver kommer att välkomna varandra och upprätta goda [relationer] för ömsesidig tillgivenhet och vänskap. […] Gällande bruket av soldater och vapen – vem önskar det? | „ |
| – Del av Khubilai khans brev till det japanska hovet. | |   |

Det japanska hovet beslutade sig för att inte besvara brevet. I stället lät shoguns bakufu förstärka landets invasionsförsvar.
Mongolerna skickade ytterligare sändebud under slutet av 1268 för att erhålla ett svar från japanerna, men bakufu avrådde hovet att svara. Under 1269 anlände en ny delegation till Japan med ett meddelande från mongolväldet. Vad detta meddelande bestod av är okänt, eftersom texten inte finns bevarad. Återigen hindrade bakufu hovet från att svara mongolerna. En fjärde delegation anlände till Japan år 1271, men återkom till Korea i början av 1272 utan svar från japanerna. Det femte och sista sändebudet anlände till Dazaifu i början av 1273, men återvände samma år till mongolväldet huvudstad Khanbalik (dagens Peking), även denna gång utan att ha uppnått något resultat. Dazaifu var shogunatets regionala högkvarter på Kyushu.
Det är oklart vilket som var mongolernas huvudsyfte med att anfalla Japan. En enkel förklaring kunde vara att mongolerna ville få Japan att betala tribut och efter ett övertagande av Japan skulle den mongoliska krigsmakten kunna stärkas genom att även de japanska samurajerna kunde tillfogas militärstyrkan. En generell maktdemonstration, och viljan att lägga ännu större territorier under sig, kan också ha påverkat beslutet. En delanledning kan ha varit de japanska piraterna (wako) som i stor omfattning rånade skeppen på haven runt Japan. Det förekom dessutom rykten om att det fanns stora mängder guld i Japan. Marco Polo, som befann sig i Kina vid tiden för invasionerna, beskriver i sin reseberättelse att det var Japans rikedomar som var anledningen till invasionen.
| ”                                   | Då den store Kublai kan [Khubilai khan] hörde att ön Zipangu [Japan] var så rik övervägde han hur han skulle kunna få den under sitt välde och införliva den med sitt rike. Han utrustade en talrik flotta och inskeppade en stor truppstyrka under befäl av två av sina bästa krigsöverstar [...] | „ |
| – Från Marco Polos reseberättelser. | |   |

## Första invasionen, 1274

### Tsushima och Ikiöarna

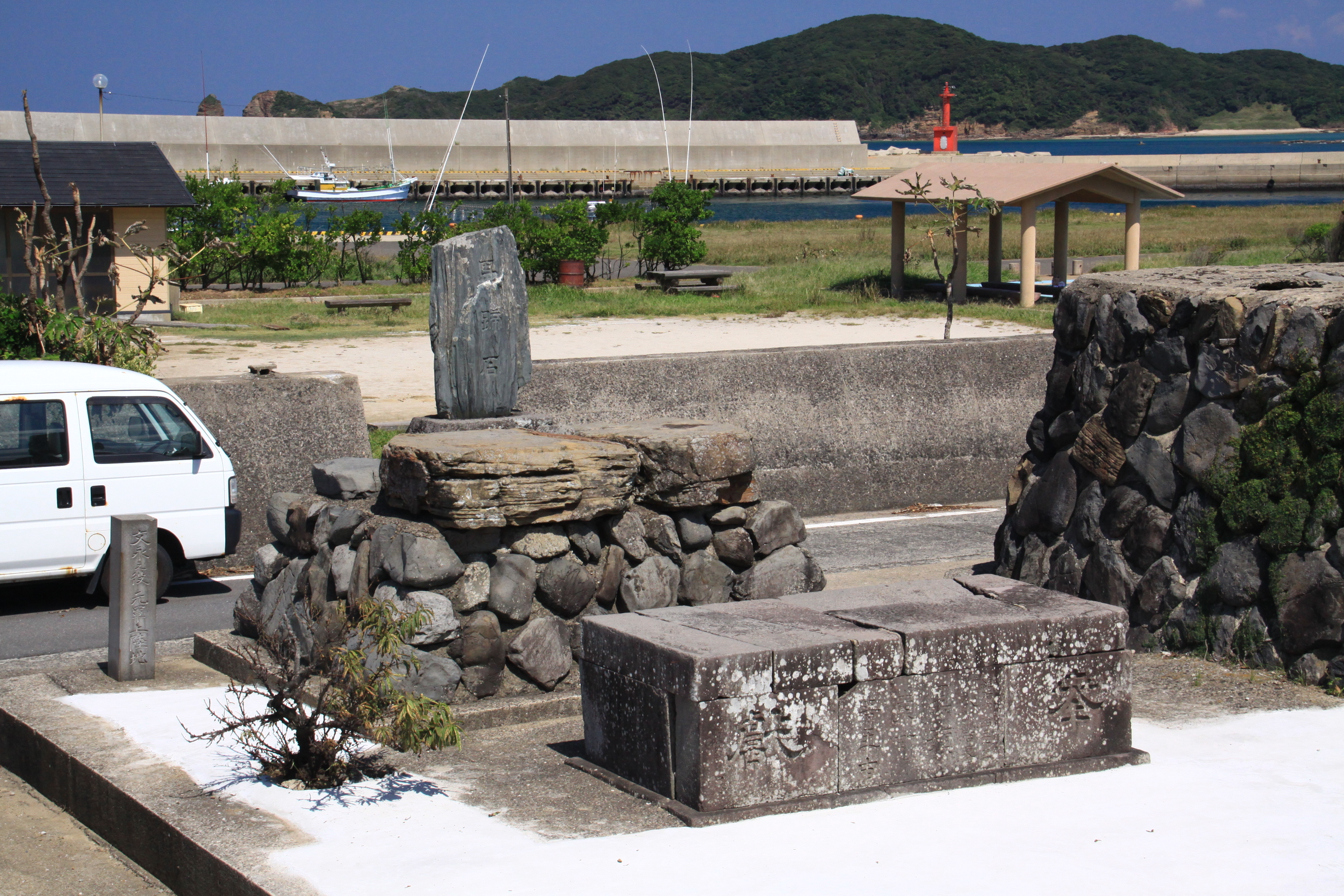
Ett stenmonument på den plats där mongolerna landsteg på Ikiöarna.

Khubilai khan hade beslutat sig för att invadera Japan, och tvingade därför koreanerna, som fungerade som lydstat under mongolerna, att bygga hundratals fullt utrustade skepp för anfallet. På grund av bristande koreanska resurser var flottan inte klar år 1273 som planerat utan projektet försenades ett år. Khubilai khan beordrade år 1274 en styrka bestående av mongoler, kineser, jurchen och koreaner att invadera Japan. Den 4 november anlände invasionsflottan till Tsushimaöarna. Tidigt på morgonen dagen därpå landsteg armén på ön och omgående utbröt strider med de lokala samurajerna under ledning av feodalherren Su Sukekuni. Intensiva strider följde med förluster på båda sidor, men till slut var japanerna övermannade och besegrade. Su Sukekuni dödades på stranden. De mongoliska styrkorna brände ned byggnader i närområdet och dödade många på öarna. En japansk båt lyckades dock lämna ön, och besättningen kunde meddela Dazaifu att landet nu befann sig i krig. När Tsushima var säkrat och ödelagt fortsatte flottan mot de mindre Ikiöarna.
Ikiöarna styrdes av guvernör (jito) Taira Kagetaka. Taira Kagetaka hade nåtts av informationen från Tsushima, och hade skickat en begäran om förstärkning till Dazaifu. Den mongoliska flottan landsteg på norra delen av Ikiöarna på kvällen den 13 november. Strider utbröt genast och de japanska styrkorna led stora förluster och tvingades retirera från de mongoliska bågskyttarna. De mongoliska styrkorna återvände till sina skepp för natten, och japanerna sökte skydd i Taira Kagetakas träfort för att invänta förstärkning från det japanska fastlandet. På morgonen den 14 november var Taira Kagetakas befästning omringad av den mongoliska armén. Fortet intogs och Taira Kagetaka begick självmord.

### Hakatabukten

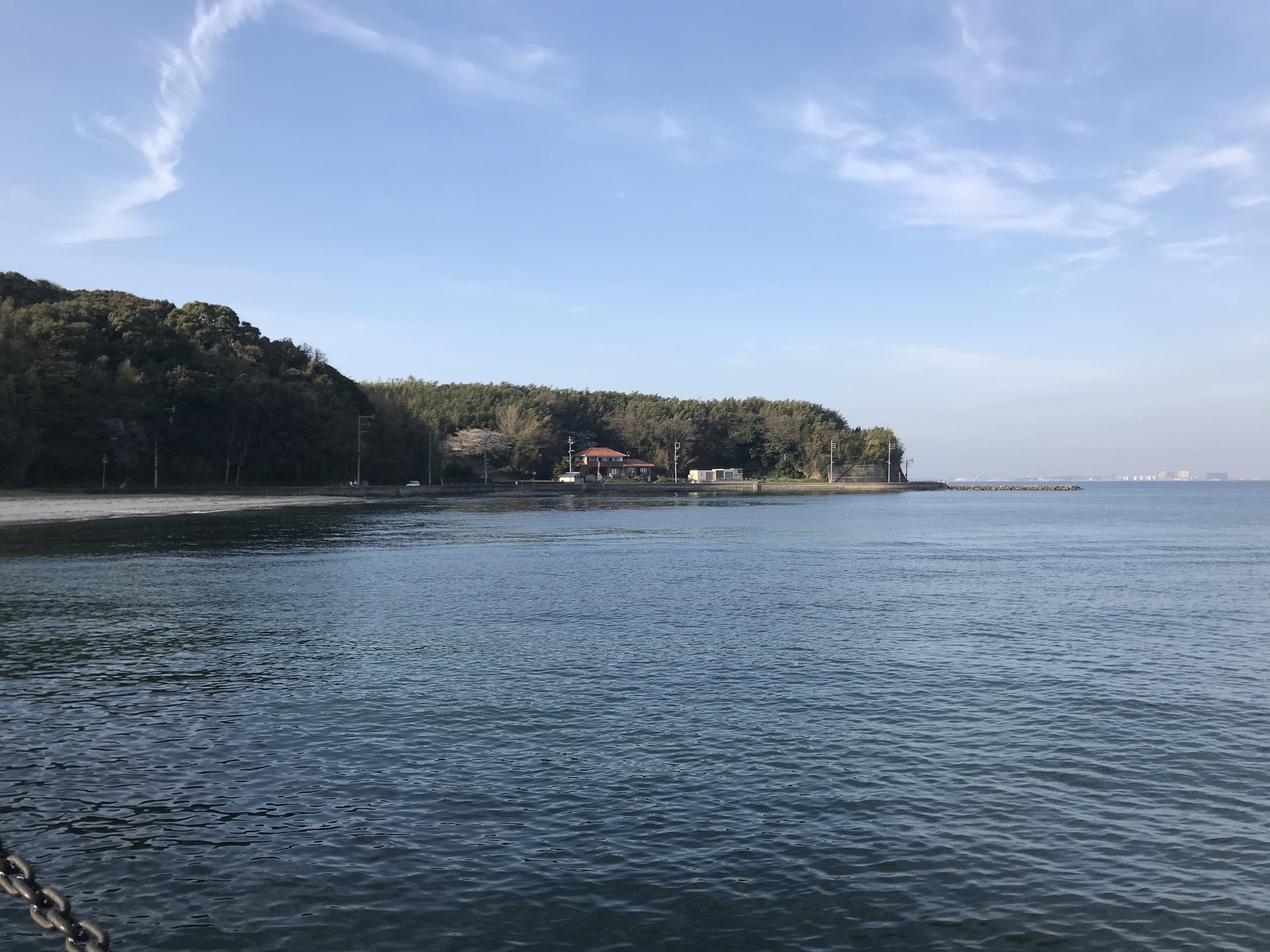
Hakatabukten där de mongoliska invasionerna ägde rum 1274 och 1281.

Den 15 och 16 november gjorde den mongoliska armén räder på Matsuurahalvön på Kyushu och attackerade Hirado. Försvararna led stora förluster och de skickade sändebud till Dazaifu, vilken redan hade nåtts av informationen om de mongoliska attackerna från Tsushima och Ikiöarna. Det japanska försvaret leddes av Dazaifus guvernör Shôni Tsunetsugu. Japanerna placerade pontoner över Chikugofloden för att underlätta truppförflyttningar från södra Kyushu.
Den 19 november anlände mongolerna till Hakatabukten och landsteg vid dagens Fukuoka. Även Dazaifu intogs. Det huvudsakliga slaget utbröt vid gryningen den 20 november. De mongoliska styrkorna gick in i staden Hakata, som försvarades av de japanska samurajerna. Striden utkämpades huvudsakligen mellan båda sidors bågskyttar, men mongolerna använde dessutom katapulter och sköt även tunga projektiler och bomber med brännbart material, något japanerna tidigare aldrig hade upplevt. De mongoliska styrkorna hade en fördel i att de hade stor erfarenhet av storskaliga slag, medan de japanska samurajerna var vana vid man-mot-man-strider och inte hade deltagit i några större strider på 50 år.
Japanerna hamnade i underläge och lyckades inte försvara stränderna. De fick på kvällen retirera några kilometer bort från kusten undan angriparna. Där kunde de övernatta och invänta den förstärkning som var på väg från Honshu. Mongolerna drog sig också tillbaka för kvällen och återvände till sina skepp. På natten slog ett oväder med starka vindar till och förstörde fler än hälften av de mongoliska skeppen och en tredjedel av soldaterna avled när skeppen krossades mot klipporna. Mongolerna avbröt i och med detta anfallet och lämnade Japan efter att först ha satt Hakata i brand.. Slaget benämns ibland första slaget vid Hakatabukten eller Buneislaget, eftersom det utspelade sig under den japanska perioden Bunei.
Det finns teorier om att den kraftiga tyfonen vid den första invasionen inte var en tyfon, utan att det i stället var ett plötsligt väderomslag med förändrad vindriktning som gjorde att mongolerna beslutade att vända hem. Det var inte typiskt säsong för tyfoner vid den aktuella tiden.

## Tiden mellan invasionerna

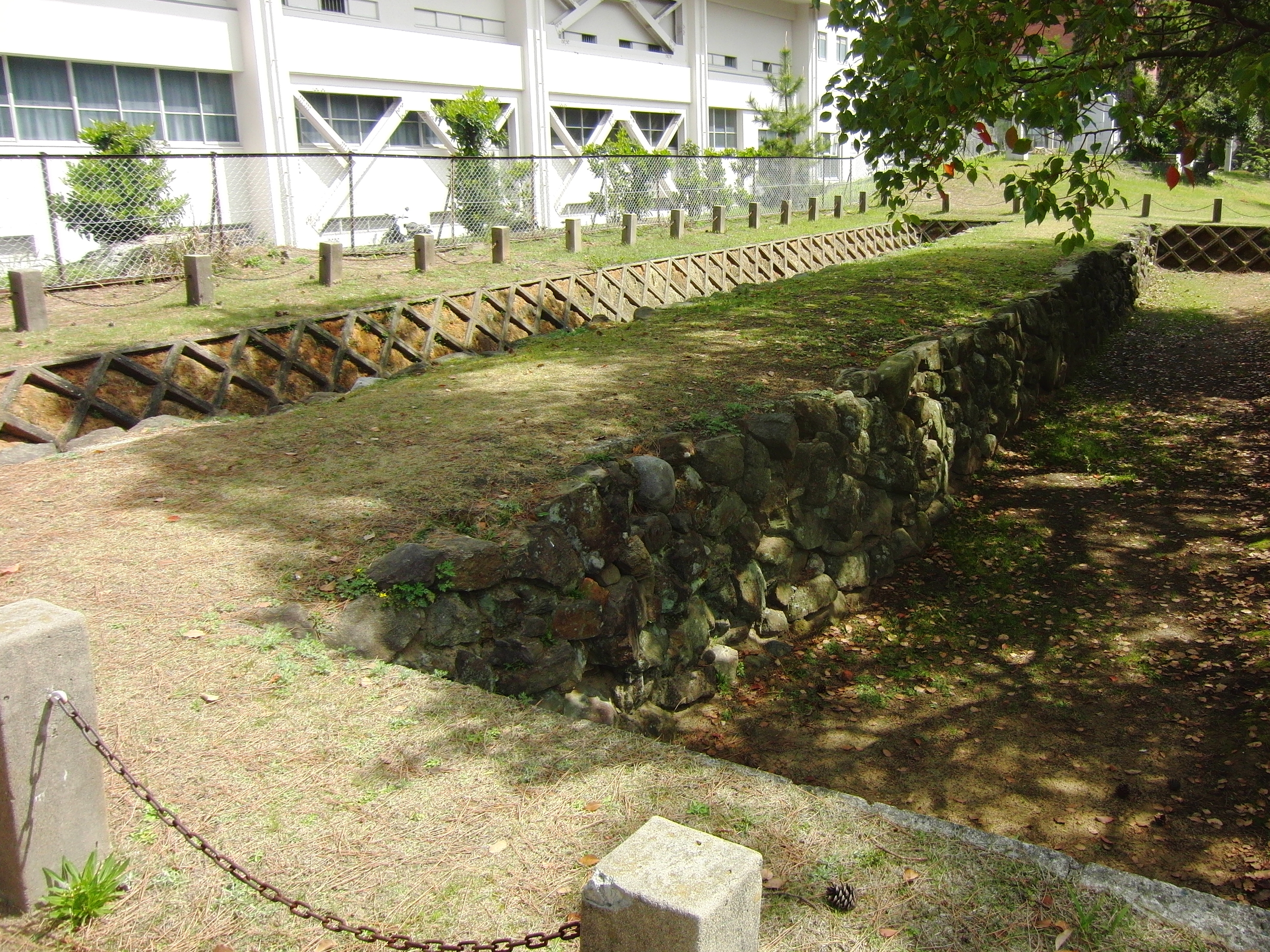
Rester av japanernas försvarsmurar i Fukuoka.

Ett ytterligare sändebud från Khubilai khan skickades år 1275 med hot om ännu en invasion om inte den japanske kungen inställde sig i Khanbalik. Sändebudet anlände i Nagato, men japanerna svarade med att halshugga budbärarna.
Därefter vidtog japanerna omfattande åtgärder med att förstärka sitt försvar. De byggde långa sammanhängande jord- och stenmurar vid potentiella landsättningsstränder i Hakatabukten. Sammanlagt sträckte sig murarna, benämnda Genkō Bōrui, cirka 20 kilometer längs bukten. De västra och norra stränderna av Kyushu förstärktes med både befästningar, kustfartyg och fler soldater i varje garnison. I slutet av 1275 utgick order till de västra provinserna att bygga och bemanna militära skepp. De militära upprustningarna tärde hårt på de japanska resurserna, och det tog fem år att färdigställa försvarsmurarna i Hakatabukten.
Eftersom en stor del av de mongoliska styrkorna var upptagna med att avsluta invasionen av Kina dröjde det till 1279 innan Korea på nytt fick order om att bygga ett stort antal skepp för den kommande invasionen. För att administrera en andra invasion etablerade Khubilai khan år 1279 ett militärt sekretariat i Korea. Eftersom krigen i Kina var avslutade fanns stora militära resurser tillgängliga och parallellt med den koreanska flottan förberedde Khubilai khan även en invasionsstyrka i södra Kina med i huvudsak kinesiska soldater. Det tog till januari 1281 innan de två flottorna var färdigställda.

## Andra invasionen, 1281

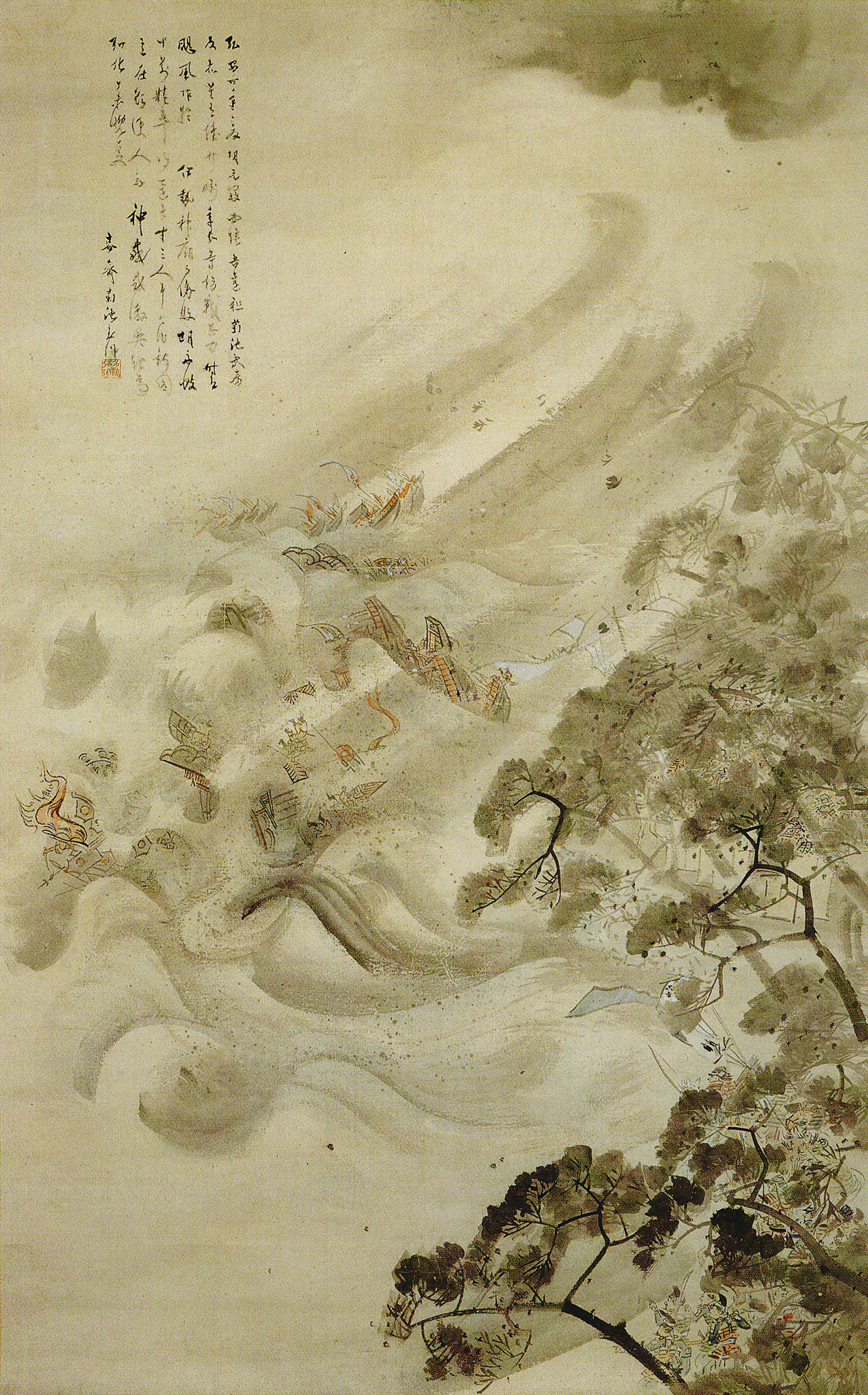
Konstverk som föreställer den mongoliska flottan som förstörs av en tyfon under invasionen.

Khubilai khan hade två kompletta flottor för invasionen; den södra flottan med en stor andel kinesiska soldater och den östra bestående huvudsakligen av koreanska soldater. Den östra flottan lämnade Masan i Korea den 22 maj 1281 och den södra flottan lämnade Kina i juni samma år. De båda styrkorna skulle sammanstråla utanför Ikiöarna och därifrån gemensamt anfalla Kyushu. Den södra flottan blev dock försenad, och den östra flottan från Korea attackerade Tsushima på egen hand. Tsushima angreps den 9 juni och hade erövrats den 14 juni. Det är oklart varför den östra flottan inte inväntade förstärkningen.
Även Ikiöarna erövrades av den östra flottan innan den fortsatte mot Kyushus norra kust där soldaterna landsteg den 23 juni. Invasionsstyrkan landsteg på flera platser runt omkring de japanska befästningarna och en utdragen strid utan några större utmärkande slag tog sin början. Detaljerna kring striderna är mycket knapphändigt dokumenterade. I början av augusti anlände även den södra invasionsflottan i bukten utanför Imari, sannolikt för att därifrån kunna angripa Dazaifu.
Det japanska försvaret lyckades försvara stränderna i nästan två månader, och flera av de mongoliska skeppen slogs ut av de japanska kustbåtarna. Japanerna var framgångsrika med sina små båtar som attackerade de större anfallande mongoliska skeppen och mongolerna lyckades aldrig få övertag i striden.
Den 15 augusti slog en kraftig tyfon till mot Kyushu, vilket tvingade de mongolledda styrkorna att dra sig tillbaka. En stor del av den koreanska östra flottan lyckades lämna kusten innan ovädret nådde sitt maximum, men minst en tredjedel av besättningen blev kvarlämnad på Kyushu. Den större delen av den södra kinesiska flottan drabbades mycket hårt och många båtar slogs sönder mot varandra. De som blev strandsatta på Kyushu dödades av de japanska samurajerna. Efter tyfonen var de båda mongoliska flottorna kraftigt försvagade och sårbara för de japanska motattackerna, vilket resulterade i att ett stort antal soldater dödades och invasionen blåstes av.
Moderna arkeologiska fynd av vrak från slaget, tyder mer på att de förlista skeppen i den mongoliska flottan sjunkit långsamt än att de slitits sönder i en våldsam storm. Detta, i kombination med historisk dokumentation, indikerar att skeppen kan ha lidit av bristande byggkvalité, något som kan ha bidragit till de mongoliska förlusterna. Slaget benämns ibland andra slaget vid Hakatabukten eller Koanslaget eftersom det utspelade sig under den japanska perioden Kōan.

## Invasionsstyrkans storlek och förluster

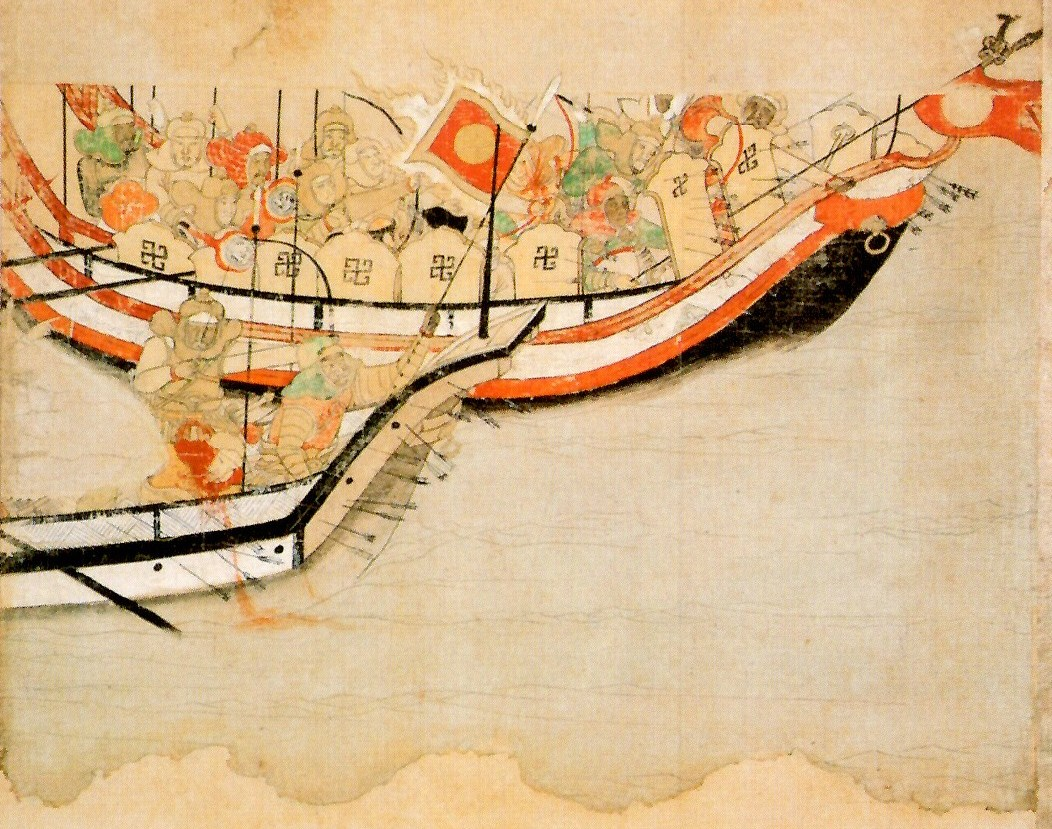
Avbildning av invasionsflottans båtar.

Invasionsstyrkornas storlek är omdebatterad och omdiskuterad bland historiker. Det finns skäl till att ifrågasätta flera av de antalsuppgifter som omnämns i de samtida källorna, och rapporteringen är dessutom relativt knapphändig. Det förekommer även stora variationer mellan olika källor och bedömare. Både japanerna och mongolerna tros ha överdrivit storleken på styrkorna.
För bemanningen på 1274 års invasionsflotta förekommer uppgifter om till exempel 20 000, 40 000 och till och med 90 000 man på båtarna. George Sansom bedömer att styrkan bestod av 15 000 mongoler och kineser tillsammans med 8 000 koreaner. Stephen Turnbull anger 16 600 soldater varav 1 600 var koreaner. Det finns även uppgifter om att 5 000 mongoliska ryttare deltog i invasionen. Flera källor nämner att flottan bestod av totalt 900 skepp, av vilka 300 var av större modell. Utöver soldaterna medföljde också omkring 7 000 sjömän i besättningen.
Förlusterna som drabbade invasionsstyrkorna uppges ha varit fler än 10 000. Flera källor uppger förlusterna i storleksordningen 13 000 döda, och ungefär 200 förlorade skepp. Även storleken på de försvarande styrkorna är osäkra. Japan hade ingen betydande flotta, och storleken på dess militära styrkor har sannolikt överdrivits av mongolerna för att de bättre skulle kunna urskulda sitt nederlag. Mycket talar för att de försvarande styrkorna var betydligt mindre än de anfallande. Eventuellt deltog bara cirka 3 000 till 6 000 japanska soldater i striderna.
År 1281 var invasionsstyrkan betydligt större, och operationen var en av historiens största sjöinvasioner innan landstigningen i Normandie skedde år 1944. Vid även denna invasion är det stor spridning på uppgifterna om truppstorlekar. Ofta förekommer uppgifter om att den östra anfallsstyrkan från Korea bestod av 40 000 man och att den södra styrkan från Kina bestod av så många som 100 000 man, uppgifter som bygger på mongoliska källor. Uppskattningar gör gällande att det sannolikt dock rörde sig om tiotusentals soldater. De anfallande styrkorna möttes av ungefär 3 000 försvarande japanska samurajer. Det är i dag omöjligt att säkert uppskatta antalet båtar, men en vanlig uppgift är att den östra flottan från Korea bestod av 900 skepp och den södra från Kina av 3 500 skepp. Sannolikt var några hundra av dessa skepp av modell större. Det finns även uppgifter om att den totala flottan bestod av 1 500 skepp.
Invasionen ledde till ett enormt stort antal dödsoffer, och det finns uppgifter om 100 000 döda. Enligt Yuandynastins dokumentation dödades mellan 20 000 och 30 000 mongoler och koreaner som blivit strandsatta efter att delar av flottan förlist och återstoden givit sig av.

## Eftermäle

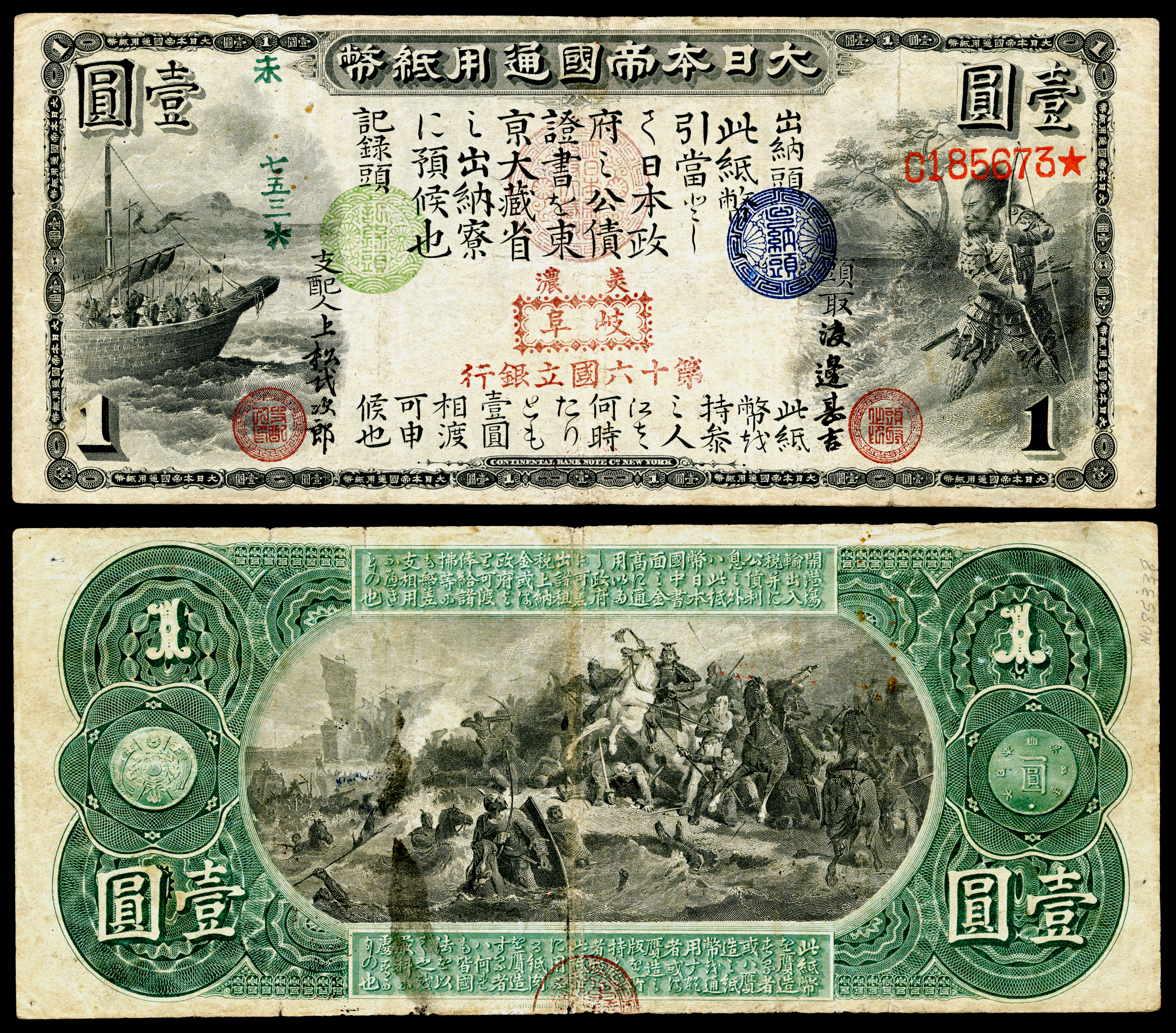
Japansk 1-yen-sedel från 1873 där de mongoliska invasionerna är avbildade.

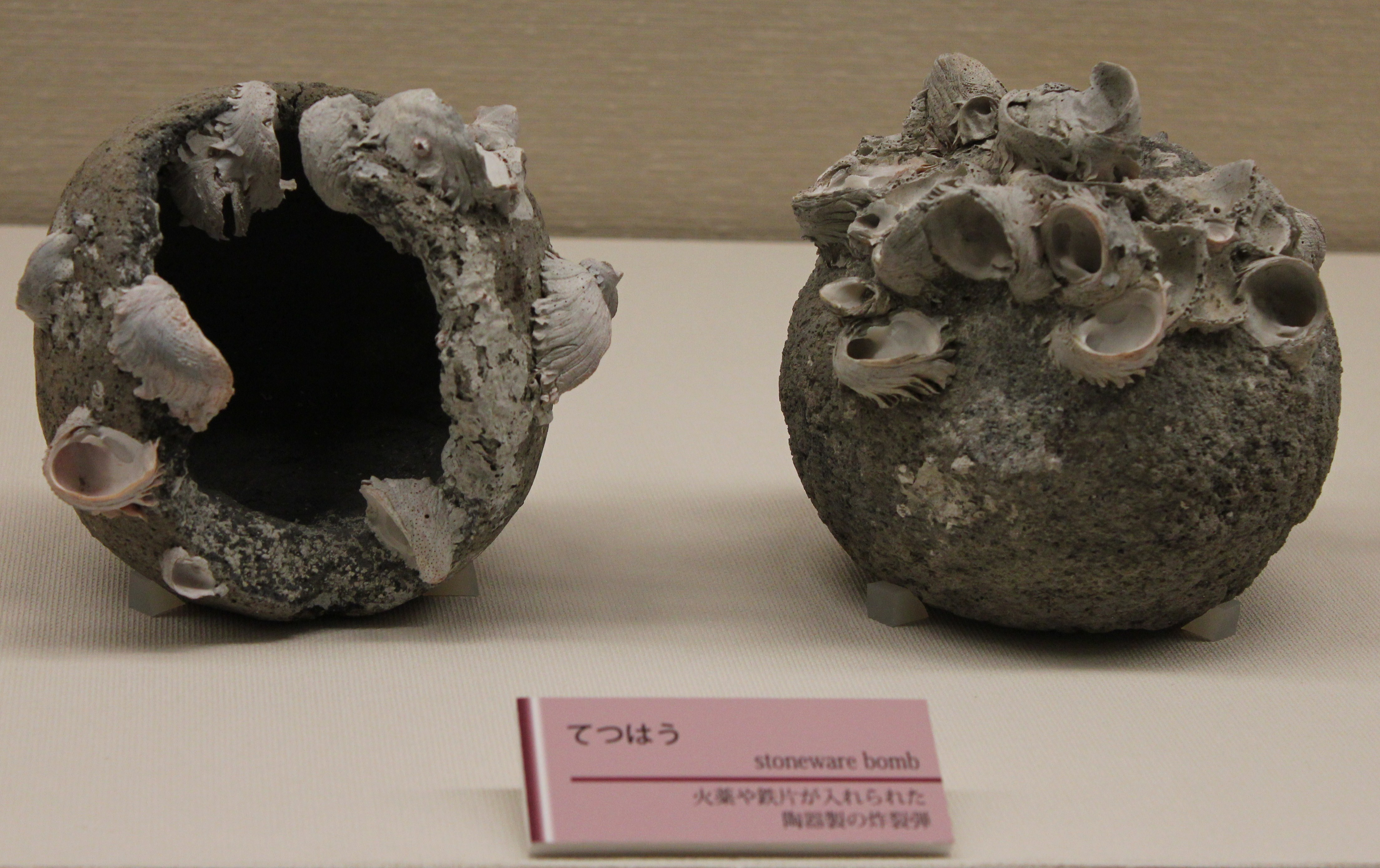
Keramiska granater som har hittats i skeppsvrak från den mongoliska anfallsflottan.

Khubilai khan övervägde år 1284 att göra ett tredje försök att invadera Japan, men fick avbryta planerna år 1286 på grund av resursbrist och finansiella problem. De utförda operationerna var mycket kostsamma och försatte regimen i ekonomiska svårigheter. Inga fler invasionsförsök av Japan företogs av mongolväldet. De japanska militära framgångarna ledde till att bakufu behöll makten i Japan. Japan var finansiellt försvagat efter invasionerna och bakufu förberedde landet för en eventuell tredje invasion, som emellertid aldrig inträffade. De mongoliska attackerna var det närmaste Japan kommit att invaderas och erövras sedan tiden före Naraperioden, och händelsen betraktas i dag som en av de viktigaste i japansk militärhistoria. Invasionerna avbildades på Japans 1-yen-sedel från 1873.
Mongolanfallet fick också betydelse för västvärlden. Det var nämligen i detta sammanhang som Europa för första gången fick kännedom om det dittills obekanta, avlägsna Japan. Venetianaren Marco Polo, som i 20 år varit i Khubilais tjänst, berättade i sin berömda reseskildring nu för européer om "Zipangu", som han kallade Japan. Han hade visserligen inte själv varit i Japan och var inte heller varit delaktig i krigsföretaget, men hans skildring av händelsen överensstämmer till stor del med de övriga kinesiska och japanska berättelserna.
Tyfonen år 1281, ”den gudomliga vinden”, var ursprunget till begreppet kamikaze och blev en del av den japanska mytologin. Uttrycket användes av japanerna under andra världskriget för självmordsattackerna med flygplan. Historiebeskrivningen om Kamakuraperioden berättar att tyfonen var ett svar på böner om övernaturliga krafter för att rädda japanerna från mongolerna och att gudarna skyddar de japanska öarna.
År 2011 gjordes ett arkeologiskt fynd av ett mongoliskt skepp utanför Nagasaki, ett skepp som tros ha förlist under invasionen 1281. År 2014 hittades ytterligare ett skepp knappt två kilometer väster om vraket från 2011. Ytterligare tre vrak som potentiellt kan ha tillhört den mongoliska flottan har identifierats. Även delar av den en gång 20 kilometer långa försvarsmuren längs kusten i Hakatabukten finns bevarad.
I populärkulturen skildras invasionerna bland annat i spelen Ghost of Tsushima och Shogun Total War: The Mongol Invasion och i TV-shower som Kublai Khan’s Lost Fleet från 2003.

## Kronologi
- 1259 – Mongolväldet har invaderat Korea[4]
- 1260 – Kublai Khan grundar Yuandynastin[7]
- 1268 – Kublai Khans brev når det japanska hovet[5]
- 1274, 4 november – Invasionsstyrkan landstiger på Tsushimaöarna[17]
- 1274, 13 november – Invasionsstyrkan landstiger på Ikiöarna[19]
- 1274, 15 november – Invasionsstyrkan landstiger på Kyushu [16]
- 1274, 19 november –  Invasionsstyrkan landstiger på Hakatabuktens strand vid Fukuoka[12]
- 1274, 19–20 november – Ett oväder tvingar mongolerna att avbryta invasionen[17]
- 1279 – Kublai Khan etablerar ett militärt sekretariat i Korea[15]
- 1281, 9 juni – Invasionsstyrkan landstiger på Tsushimaöarna[6]
- 1281, 23 juni – Invasionsstyrkan landstiger på Kyushu[23]
- 1281, 15 augusti – En tyfon tvingar mongolerna att avbryta invasionen[23]